# Fricson George
Fricson Vinicio George Tenorio (Esmeraldas, 18 de setembro de 1974) é um ex-futebolista equatoriano que atuava pela lateral esquerda.

## Carreira

### Clubes
Fricson começou no futebol no Filancard, em 1993.
No ano seguinte, foi defender o Delfín, onde chamou a atenção do Barcelona de Guaiaquil, clube que passou a fazer parte e cresceu no esporte, chegando à seleção de seu país. Após as atuações na Libertadores de 1998, onde o Barcelona foi vice-campeão, e na Copa América de 1999, Fricson George chamou atenção do Santos, que o contratou por empréstimo para a disputa do Campeonato Brasileiro de 1999.
Se tornou o 1º jogador equatoriano dentre todos os jogadores estrangeiros do Santos FC. Mas Fricson não teve muitas oportunidades para mostrar o seu futebol, seja com Emerson Leão, quando não entrou em campo, e o mesmo com Paulo Autuori. Acabou atuando apenas em duas oportunidades no Peixe, em um espaço de sete dias: No dia 23 de outubro, jogou no amistoso contra o Jaraguá do Sul, em Santa Catarina, partida esta que fazia parte do pacote do pagamento para a contratação do atacante Deivid; e no dia 30 de outubro, o equatoriano voltava a campo pelo Peixe e desta vez pelo Campeonato Brasileiro, em partida contra o Grêmio, na Vila Belmiro. Fricson George saiu como titular, foi substituído no segundo tempo e nunca mais atuou pelo Santos FC.
Após a passagem pelo Santos, Fricson George voltou ao Barcelona de Guaiaquil, onde atuou por mais oito anos. Em 2004, enfrentou o Santos como jogador do Barcelona de Guayaquil.
Depois, ele defendeu El Nacional, River Plate do Equador e Calvi FC, onde encerrou a carreira em 2013.

### Seleção
George integrou a Seleção Equatoriana de Futebol na Copa América de 1999.